# Cnaeus Domitius Ahenobarbus (consul en -32)
Pour les articles homonymes, voir Domitius Ahenobarbus.
Cnaeus Domitius Ahenobarbus est un homme politique et militaire de la fin de la République romaine, consul en 32 av. J.-C. et décédé l'année suivante.
Il est un des protagonistes des guerres civiles romaines et combat d'abord contre Jules César jusqu'à sa mort puis rejoint les assassins du dictateur dans leur lutte contre les triumvirs. Après la défaite à la bataille de Philippes, il se range du côté de Marc Antoine qui l'aide à obtenir le consulat. Il tente alors, en vain, de réduire l'influence de Cléopâtre sur Antoine. Peu de temps avant la défaite annoncée d'Actium, il se rallie à Octavien mais il meurt de fièvre peu avant la bataille.
Parmi ses descendants, le plus célèbre est son arrière-petit-fils, Néron, empereur romain de 54 à 68.

## Famille
Il est le fils de Lucius Domitius Ahenobarbus, consul en 54 av. J.-C. et mort à la bataille de Pharsale en 48 av. J.-C., et de Porcia, sœur de Caton le Jeune. Le couple fait partie des plus acharnés opposants à Jules César. Porcia meurt fin 46 ou début 45 av. J.-C., son éloge funèbre est prononcé par Cicéron, qui loue grandement ses vertus,.
De son mariage avec une Aemilia Lepida, Ahenobarbus a un fils nommé Lucius Domitius Ahenobarbus, qui épouse en 25 av. J.-C. Antonia l'Aînée, fille de Marc Antoine et d'Octavie la Jeune, et occupe le consulat en 16 av. J.-C. Le fils de Lucius, prénommé Cnaeus Domitius Ahenobarbus comme son grand-père, est consul en 32 apr. J.-C. et épouse Agrippine la Jeune, fille de Germanicus. Ils ont un fils, Néron, dernier représentant de la dynastie des Julio-Claudiens. Adopté par l'empereur Claude, il lui succède de 54 à 68.

## Biographie

### La lutte contre César
À partir de février 49, il accompagne son père dans les premières grandes batailles de la guerre civile dans le camp opposé à Jules César. Ce dernier capture le père et le fils à l'issue du siège de Corfinium mais le dictateur se montre généreux et finit par les amnistier,. Ahenobarbus ne suit pas son père lorsqu'il part pour Massalia mais se rend à Formies puis à Naples où il rend visite à sa mère. Malgré la clémence dont César a fait preuve à son égard, il se rallie à Pompée dans sa lutte pour le pouvoir. Ahenobarbus revient en Italie après la défaite de Pompée, sans s'être réconcilié avec César. En 46, l'orateur et homme politique Cicéron lui conseille dans une lettre de faire la paix avec César, apparemment sans réussir à le convaincre. En 45, Cicéron lui fait parvenir un éloge de sa mère Porcia.
Ahenobarbus ne semble pas avoir participé à la conjuration qui aboutit à l'assassinat de Jules César. Pourtant, Cicéron le cite parmi les conspirateurs dans ses Philippiques et il est condamné par la lex Pedia en 43 à l'instigation d'Octavien, ainsi que tous les meurtriers de César,,. Fin 40, lorsque les triumvirs négocient un nouveau traité de paix à Brundisium, Octavien et Lucius Cocceius Nerva ne s'accordent pas sur son rôle, le premier l'accuse d'avoir participé à la conjuration tandis que le deuxième l'innocente. Les auteurs antiques ne s'accordent pas non plus. Pour Dion Cassius, sa culpabilité ne fait aucun doute alors que Suétone l'écarte de tout soupçon,. Cette incertitude provient du fait que sa famille est liée à celle de Pompée et que son père a combattu aux côtés de ce dernier contre César. De plus, Ahenobarbus rejoint les Républicains Junius Brutus et Cassius Longinus peu après l'assassinat.

### La lutte contre les triumvirs
Au milieu de l’année 44, Ahenobarbus accompagne Junius Brutus et Cassius Longinus en Campanie où ils remettent leur flotte en état et la renforcent. Il part pour la Macédoine avec Brutus et fin 44, une partie de la cavalerie de Publius Cornelius Dolabella, chassé de Syrie par Cassius, se range sous ses ordres,. Début 43, il demande au Sénat d'être nommé pontife. Après la défaite des troupes républicaines, les triumvirs Marc Antoine et Octavien poursuivent la lutte contre les meurtriers de César, d'abord en Italie avec la proscription, puis, en 42, préparent une campagne en Macédoine. À ce moment, Ahenobarbus, en tant que promagistrat, commande la flotte de Brutus et Cassius et avec ses cinquante navires, il rejoint la flotte de Lucius Staius Murcus dans la mer Ionienne. Ils ne peuvent empêcher Antoine de traverser l'Adriatique avec ses armées triumvirales mais parviennent ensuite à couper les lignes de communication des triumvirs entre l'Italie et la Macédoine. Le jour de la première bataille de Philippes, à l'automne 42, il détruit la flotte que commande Cnaeus Domitius Calvinus et qui transporte des renforts en Macédoine, entraînant pour les triumvirs la perte de deux légions,,.
Ahenobarbus est acclamé imperator par ses soldats pour cette victoire navale qu'il célèbrera sur des pièces de monnaie frappées en 41. Sur une de ces pièces figure à l'avers le portrait de son ancêtre Cnaeus Domitius Ahenobarbus, consul en 122 av. J.-C., et au revers, la représentation d'un temple tétrastyle accompagnée de la légende « NEPT CN DOMITIUS L F IMP », probablement celui que ce dernier a dédié à Neptune,. Le temple de Neptune, dans lequel se trouve l'autel de Domitius Ahenobarbus, sera peut-être restauré par la même occasion.
Après la défaite lors de la deuxième bataille de Philippes, Ahenobarbus recueille les partisans de Brutus et Cassius qui sont parvenus à s'échapper et rassemble une flotte de 200 navires. Après le départ de Staius Murcus sous les ordres de Sextus Pompée, il commande 70 navires et deux légions avec lesquels il mène une guerre indépendante et harcèle les régions côtières passées sous le contrôle des triumvirs. Il participe ensuite à la destruction de la flotte d'Octavien dans le port de Brundisium,,.

### Sa carrière aux côtés de Marc Antoine
Peu après la défaite de Lucius Antonius au début de 40 lors de la guerre de Pérouse contre Octavien, Ahenobarbus se réconcilie avec Marc Antoine grâce à la l'intervention de Caius Asinius Pollio,,. Antoine démontre immédiatement sa confiance en ne se présentant qu'avec cinq navires de sa flotte et en l'accueillant chaleureusement. Ahenobarbus fait débarquer ses troupes terrestres, probablement en Épire, et les place sous le commandement de son nouveau chef,. L'annonce de cette réconciliation irrite Octavien pour qui Ahenobarbus est impliqué dans le meurtre de son père adoptif et parce qu'il est à l'origine de revers militaires. Octavien exprime son mécontentement lors de la négociation de paix à Brindes mais Ahenobarbus, nommé gouverneur de Bithynie,, voit malgré tout sa condamnation par la lex Pedia annulée,,.
Lors du traité de Misène en 39, Antoine obtient le consulat de 32 pour Ahenobarbus, qu'il partagera avec Caius Sosius, autre partisan d'Antoine. Jusqu'en 34, il reste gouverneur de Bithynie. En 36, il prend part à la guerre contre les Parthes dans laquelle se lance Antoine et qui se révèle être un échec,. En 35, Sextus Pompée est défait par Marcus Vipsanius Agrippa et se déplace vers l'Orient, lançant des incursions dans la partie de l'Empire aux mains d'Antoine. Ahenobarbus soutient alors Caius Furnius, gouverneur d'Asie, et Marcus Titius, dans leur lutte contre Sextus Pompée,.
C'est à cette époque que son fils aîné, Lucius, est fiancé à Antonia l'Aînée, fille d'Antoine et d'Octavie la Jeune, sœur d'Octavien.[réf. nécessaire]

### Son rôle dans la dernière guerre civile
Les années suivantes, le conflit entre les triumvirs s'intensifie et c'est dans cette atmosphère tendue qu'Ahenobarbus et Caius Sosius, deux partisans d'Antoine, entament leur consulat, le 1er janvier 32,,. Caius Sosius attaque Octavien lors d'un discours devant le Sénat. Octavien, qui s'attendait à ce genre d'attaque, s'est absenté de Rome afin d'examiner les différentes accusations et de préparer une réponse appropriée. Il revient à Rome en février, lance de nombreuses accusations contre Antoine et se fait accompagner de nombreux hommes en arme. Cette démonstration de force intimide les consuls et 300 sénateurs qui partent pour Éphèse, où se situe le quartier général d'Antoine, en mars.
Ahenobarbus devient le représentant du parti qui voit d'un mauvais œil la liaison qu'entretient Antoine avec Cléopâtre, redoutant l'influence grandissante de cette dernière. Il ordonne que les 300 sénateurs quittent Éphèse pour l'Égypte afin de donner à Marc Antoine l'opportunité de créer un nouveau Sénat et de lutter contre Octavien en s'appuyant sur le droit romain. Alors que les arguments d'Ahenobarbus semblent près de convaincre Antoine, Cléopâtre réagit, et avec le soutien de Publius Canidius Crassus, parvient à rester aux côtés d'Antoine. N'approuvant pas le rôle de Cléopâtre aux côtés d'Antoine dans la guerre civile romaine, Ahenobarbus, comme de nombreux autres Antoniens, se rallie finalement à Octavien,,,,.
Cependant, il meurt de fièvre peu avant la bataille d'Actium,,,.